# 青森縣觀光物產館
青森縣觀光物產館（日语：／）是位於日本青森縣青森市安方的一座觀光設施，常被簡稱為「ASPAM」（アスパム，ASPM）。

## 历史
青森縣觀光物產館修建於1986年，是青森港再開發事業的一部分。觀光物產館外形為三角形，象徵青森的開頭字母A。，現與青森灣大橋同為青森市的地標。同時，本建築也是除電波塔與橋以外的青森縣最高建築物。
館內有展望室（13樓）與餐廳、多功能室、物產廣場、觀光廣場、全景館等設施，並定行舉行津輕三味線演奏等活動。
| 樓層 | 設施                                                                                   |
| ---- | -------------------------------------------------------------------------------------- |
| 1樓  | 紀念品店、活動大廳 銀行ATM（青森銀行、陸奧銀行）                                       |
| 2樓  | 青森展演廳（多銀幕電影） 市町村廳、青森體驗廳                                          |
| 3樓  | Job Cafe 青森、HelloWork Young Plaza（45歲以下的求職諮詢、介紹、檢索、職業訓練諮詢。） |
| 8樓  | 事務局、弘前大學青森衛星中心                                                           |
| 10樓 | 和食料理「西村」                                                                       |
| 13樓 | 收費展望室                                                                             |
| 14樓 | Dining cafe 「 HANAF」                                                                 |

## 巴士路線
| 乘車處編號 | 公司名     | 路線名 | 行經               | 目的地 |
| ---------- | ---------- | ------ | ------------------ | ------ |
| 1          | （未使用） |        |                    |        |
| 1          | JR巴士東北 | 湖號   | （下車專用）       | 青森站 |
| 3          | 下北交通   | 陸奧線 | 平內、野邊地、橫濱 | 陸奧   |
| 4          | （未使用） |        |                    |        |

- 每年8月2日 - 7日的青森睡魔祭與9月第1個星期日青森縣民驛傳（日语：青森県民駅伝競走大会）變更停靠位置。
  - JR巴士東北（湖號）：僅往青森站班次停靠。
  - 下北交通：往青森班次以青森站為終點，往陸奧班次在新町二丁目始發。
- 搭乘青森市營巴士（日语：青森市営バス）、弘南巴士（日语：弘南バス）及JR巴士東北橫內線時，最近的巴士站是「縣廳通」（新町通（日语：青森県道16号青森停車場線）上，下車後步行約6分）。
- 青森Shuttle de Route Bus「睡魔號」也停靠本館，停靠處在正面入口前的專用巴士站。

## 周邊
- 青森站（約5分）
- 青森灣大橋
- 青海公園
- 青森縣水產大樓
  - 青森縣信用漁業協同組合聯合會（日语：青森県信用漁業協同組合連合会）本店
- 青函連絡船紀念船八甲田丸（日语：青函連絡船メモリアルシップ八甲田丸）
- A-FACTORY（日语：A-FACTORY）

## 沿革
- 1984年（昭和59年）7月 - 動工。
- 1986年（昭和61年）
  - 3月 - 竣工。
  - 4月24日 - 開館。

## 其他
- 本館是每年9月青森縣民驛傳（日语：青森県民駅伝競走大会）的起點。
- 1988年青函隧道開業紀念的青函隧道開通紀念博覽會（日语：青函トンネル開通記念博覧会）（EXPO 88）主會場。
- 2010年4月28日啟用JR東日本Suica電子錢包服務。

## 開館資訊
- 開館時間：9:00〜22:00（展示區至18:00、物產廣場至18:30）
- 休館日：1月第4週的週一至周三、12月31日〜1月1日

## 外部連結
- 青森縣觀光物產館ASPM （页面存档备份，存于）